# Louis François Cauchy
Louis François Cauchy, Chevalier Cauchy (Rouen, 1760 - 1848) was een Franse hoge functionaris aan de vooravond van de Franse Revolutie. 
Hij was de vader van de beroemde wiskundige Augustin Louis Cauchy. 
Louis François Cauchy was afkomstig uit een bourgeoisiefamilie uit het ancien régime. Louis-François deed een zeer goed eindexamen aan het Collège de Lisieux in Parijs, waar hij in 1777 de ereprijs op het concours général behaalde.